# Liste der Träger des Großen Ehrenzeichens für Verdienste um die Republik Österreich seit 1952

Großes Ehrenzeichen für Verdienste um die Republik Österreich (Verliehen 1986 an Hofrat Dr. Siegfried Breinbauer)

In dieser nicht vollständigen Liste sind Besitzer des Großen Ehrenzeichens für Verdienste um die Republik Österreich (1952) mit kurzen Angaben zur Person und, wenn bekannt, zum Anlass der Verleihung aufgeführt.
Bei den Berufs- bzw. Funktionsbezeichnungen ist der Einheitlichkeit halber immer der erlernte Beruf (falls relevant, sonst der zum Zeitpunkt der Verleihung ausgeübte Beruf) und nachstehend die Funktion, gereiht nach politischer Ebene, angegeben.
Die Einträge sind, falls bekannt, nach dem Verleihungsjahr oder der Veröffentlichung sortiert, innerhalb des Jahres alphabetisch, die Jahresangaben haben aber aufgrund der verschiedenen Quellangaben eine Unschärfe, da die Zeit vom Antrag über die Verleihung bis zur Bekanntmachung mehrere Monate betragen kann.
Eine – teils unvollständige – Liste findet sich in einer Anfragebeantwortung des Bundeskanzlers:

## Träger
- Rosa Albach-Retty, Schauspielerin (1955)
- Josef Zehetner, Politiker (1955)
- Franz Hintermayer, Manager der Energiewirtschaft (1955)
- Gustav Herrmann, Bezirkshauptmann
- Toni Sailer, Goldmedaillengewinner bei den Olympischen Winterspielen 1956 (1956)
- Josef Mittendorfer, Politiker (1956)
- Immanuel Birnbaum, Journalist (1960)
- Herbert Georg Albert Arz von Straussenburg, deutscher Diplomat (1960)
- Dkfm. Franz Langhans, Generaldirektor der Nachrichtentechnische Werke AG (1969)
- Alois Wührer, Politiker (1966)
- Gustav Stratil-Sauer, Geograph (1967)
- Stefan Greif, Mediziner und Hochschullehrer (1972)
- Kurt Schubert, Judaist und Hochschullehrer (1973)
- Otto Scheerpeltz, Entomologe (1975)
- Leopold Temmel, evangelisch-lutherischer Theologe (1975)
- Johanna Matz, Kammerschauspielerin (1976)[2]
- Karl Reidinger, Polizeipräsident der Bundespolizeidirektion Wien (1976)
- Walter Aichinger, Generaldirektor der Bausparkasse Wüstenrot (1977)
- Viktor Fadrus, Pädagoge und Schulreformer (1977)
- Michael Wiesinger, Bezirkshauptmann von Tulln (1977)
- Franz Austeda, österreichischer Philosoph und Pädagoge (1978)
- Hans Benirschke, deutscher Journalist und Chefredakteur der dpa (1978)
- Annemarie Moser-Pröll, ehemalige Skirennläuferin (1979)
- Alfred Edler, Politiker (1988)
- Ladislaus Viragh, Vorstandsmitglied (1983)
- Friedrich Schmied, Offizier und stellvertretender Korpskommandant im Korpskommando I (1983)
- Robert N. Braun, Praktischer Arzt in Brunn an der Wild (1984)
- Otmar Emerling, Politiker (1984)
- Gusti Wolf, Schauspielerin (1985)
- Herbert Prikopa, Dirigent, Opernsänger, Schauspieler, Komponist, Schriftsteller, Pianist und Kabarettist (1986)Urkunde zur Verleihung des Großen Ehrenzeichens für Verdienste um die Republik Österreich

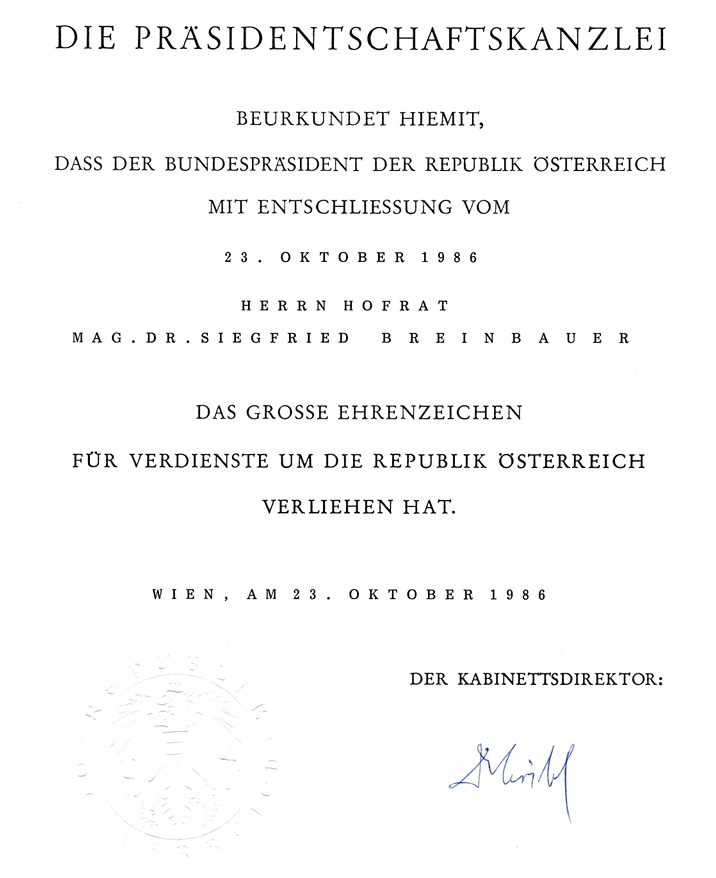
Urkunde zur Verleihung des Großen Ehrenzeichens für Verdienste um die Republik Österreich

- Siegfried Breinbauer, Hofrat, Vize-Präsident der Post- und Telegraphenverwaltung OÖ & Salzburg (1986)
- Hermann Girstmair, österreichischer Kommunalpolitiker (1987)
- Lotte Tobisch, Theaterschauspielerin (1988)
- Walther Birkmayer, Neurologe, Psychiater und Universitätsprofessor (1990)
- Werner Clement, Ökonom und Hochschullehrer (1990)
- Ludwig Zack, Priester und Präses der Kolpingfamilie (1990)
- Karl Grell, Komponist und Dirigent (1991)
- Freddy Quinn, Schlagersänger und Schauspieler (1992)
- Heinz Kolb, Ministerialrat im Bundesministerium für wirtschaftliche Angelegenheiten (1993)
- Walter Hagg, Diplomat (1994)
- Jörg Schlegel, Unternehmer (1995)
- Rudolf Längle, Geschäftsführer der Vorarlberger gemeinnützigen Wohnungsbau- und Siedlungsgesellschaft mbH (1997)
- Paul Kritsch, Offizier des Bundesheeres (1997)
- Helmut Pirkner, Direktor der H. Rella & Co (1998)
- Hermann Maier, Skirennläufer (1998)
- Max Edelbacher, Polizeihofrat, Leiter des Wiener Sicherheitsbüros, Autor (1998)
- Sonja Kohn, Banker (1999)
- Franz Mayer, bayrischer Polizeidirektor (2000)
- Thomas Muster, österreichischer Tennisprofi und Weltranglistenführer (2000)[3]
- Peter Graski, ehemaliger Geschäftsführer von Miele Österreich (2001)
- Wilhelm Klepsch, geschäftsführender Gesellschafter der Klepsch-Gruppe (2001)
- Waldemar Kmentt, Tenor (2001)
- Gustav Ortner, Botschafter beim Heiligen Stuhl (2001)
- Walter Zehetner, Vorstand des Finanzamtes Baden Mödling (2002)
- Rudolf Aichinger, Generaldirektor-Stv. der Wüstenrot Versicherungs-AG
- Peter Holzer, Bereichsleiter der Abteilung Technik der Bundesimmobilienges. m. b. H. (2003)
- Manfred Krenn, Direktor an der Bundeshandelsakademie und Bundeshandelsschule Waidhofen an der Thaya (2003)
- Paul Le Caër, französischer Widerstandskämpfer gegen den Nationalsozialismus und Überlebender des KZ Mauthausen (2003)
- Herbert Rothländer, Direktor des Bundesgymnasiums und Bundes-Oberstufenrealgymnasiums St. Pölten (2003)
- Otmar Weiss, Sportsoziologe am Institut für Sportwissenschaften der Universität Wien (2003)
- Gerhard Mayer-Vorfelder, Präsident des Deutschen Fußball-Bundes (2004)
- Ralph Zloczower, Zentralpräsident des Schweizerischen Fussballverbands (2004)
- Siegfried Selberherr, Dekan der Fakultät für Elektrotechnik an der Technischen Universität Wien (2005)
- Edita Gruberová, Opernsängerin (2005)
- Leon Zelman, polnisch-österreichischer Publizist und der Gründer und Leiter des Jewish Welcome Service Vienna (2005)
- Karlheinz Muhr, Bankermanager (2006)
- Herbert Bauer, Generalmajor und Militärkommandant von Tirol (2006)
- Rupert Fritzenwallner, Hofrat Professor und Abteilungsleiter beim Bundesministerium für Landesverteidigung (2006)
- Hans Hofinger, Vorstandsvorsitzender des Österreichischen Genossenschaftsverbandes (2006)
- Wolfgang Janele, Jurist (2006)
- Marlies Meyer, Politikerin (2006)
- Peter Pointner, Politiker (2006)
- Karl Preller, Politiker (2006)
- Günther Schefbeck (2006)
- Renée Schroeder, Molekularbiologin an der Universität Wien (2006)
- Eva Souhrada-Kirchmayer, Juristin (2006)
- Josefine Winkler, Vizepräsidentin der Kammer für Arbeiter und Angestellte für Vorarlberg (2006)
- Christa Wirthumer-Hoche, Leiterin der AGES-Medizinmarktaufsicht (2006)[4]
- Felix Aspöck, Gesellschafter und Geschäftsführer der Aspöck Systems GmbH (2007)
- Gerhard Grinzer, Mitglied des Vorstandes und Unternehmensbereichsleiter der Russischen Föderation der STRABAG AG (2007)
- Gerhard Fischer, Geschäftsführer dm drogerie markt Tschechien (2022)
- Peter Lisec, Geschäftsführender Gesellschafter der Lisec-Unternehmensgruppe (2007)
- Franz Marhold, Professor am Institut für Arbeitsrecht und Sozialrecht an der Karl-Franzens-Universität Graz (2007)
- Werner Meyer, Präsident des Landesverbandes Salzburg der Österreichischen Gesellschaft für Landesverteidigung und Sicherheitspolitik (2007)
- Manfred Plankensteiner, Direktor am Bundesgymnasium und Bundesrealgymnasium Leibnitz (2007)
- Herbert Schmutzer, österreichischer Honorargeneralkonsul ad personam in Valparaiso (2007)
- Csaba Székely, Generaldirektor-Stellvertreter der Österreichischen Betriebsdirektion der Raaberbahn Aktiengesellschaft (2007)
- Kurt Spera, Geschäftsführer der logotrans Logistik- und Transport Consult GmbH in Wien (2007)
- Thomas Streimelweger, Vorstand der ST Global Holding AG (2007)
- Manfred Traxlmayr, Vizepräsident des Disziplinarrates der Oberösterreichischen Rechtsanwaltskammer (2007)
- Norbert Wahl, Leiter der Seelsorgeeinheit Bad Wurzach der katholischen Diözese Rottenburg-Stuttgart (2007)
- Theodor Zeh, Vizepräsident der Österreichischen Bundes-Sportorganisation (2007)
- Kurt Bauer, Ministerialrat im Bundesministerium für Finanzen (2008)
- Heinrich Bica, Hofrat an der Zentralanstalt für Meteorologie und Geodynamik (2008)
- Franz Dietachmair, Hofrat des Landes Oberösterreich (2008)
- Georg Doppelhofer, Präsident des Aufsichtsrats der Landeshypothekenbank Steiermark AG (2008)
- Norbert Düchtel, Professor an der Hochschule für Katholische Kirchenmusik (2008)
- Lothar Freischlader, deutscher Diplomat (2008)
- Helmut Gadner, ärztlicher Leiter des St. Anna Kinderspitals (2008)
- Karl Hierzenberger, wirklicher Hofrat des Landes Oberösterreich (2008)
- Alois Hirschmugl, UN-Katastrophenmanager (2008)
- Gerold Kandelhart, wirklicher Hofrat des Landes Oberösterreich (2008)
- Eva Marchart, Generaldirektorin der Raiffeisen Centrobank AG (2008)
- Franz Mochty, Ministerialrat im Bundesministerium für Land- und Forstwirtschaft, Umwelt und Wasserwirtschaft (2008)
- Anton Gerald Ofner, Mitglied des Executive Management Committees bei der Olympus Europa GmbH in Hamburg, Obmann des Landesgremiums Wien für den Handel mit ärztlichem, zahnärztlichem und Laborbedarf sowie Obmann-Stellvertreter des Bundesgremiums des Foto-, Optik- und Medizinproduktehandels (2008)
- Reinhard Ortner, Vorstandsdirektor der Erste Bank der österreichischen Sparkassen AG (2008)
- Hubert Rauch, Abgeordneter zum Tiroler Landtag und Präsident des Tiroler Gemeindeverbandes (2008)
- Peter Sauerbaum, Intendant des Brandenburgischen Staatsorchester Frankfurt (2008)
- Peter R. Steiner, Verwaltungsdirektor des Landeskrankenhauses – Universitätskliniken Innsbruck (2008)
- Hubert Schöner, Prälat und Dekan des Stiftskapitels (2008)
- René Siegl, Geschäftsführer der Austrian Business Agency österreichische Industrieansiedlungs- und WirtschaftswerbungsgmbH in Wien (2008)
- Friedrich Sommer, Leiter der Rechtsabteilung der Raiffeisen Zentralbank Österreich AG (2008)
- Eckhard Taucher, Senatspräsident des Oberlandesgerichtes Wien (2008)
- Bernd Vögerle, Bürgermeister von Gerasdorf bei Wien (2008)
- Franz Weissmann, Bezirkshauptmann-Stellvertreter des Bezirkes Perg (2008)
- Heinz Wiedner, Vorstandsdirektor der Raiffeisen Zentralbank AG (2008)
- Franz Bittner, Obmann der Wiener Gebietskrankenkasse (2010)
- Anton Brandauer, Feuerwehrfunktionär (2010)
- Rudolf Chmelir, Chefredakteur der Oberösterreichischen Rundschau (2010)
- Martin Haselböck, Organist, Dirigent und Komponist (2010)
- Friedrich Hauer, stellvertretende Landesfeuerwehrkommandant und Landesbranddirektor von Oberösterreich (2010)
- Wolfgang Hübsch, Kammerschauspieler (2010)
- Christian Joksch, Gründer der IMADEC University (2010)
- Franz Kangler, Direktor am Österreichischen St. Georgs-Kolleg in Istanbul (2010)
- Klaus Albrecht Schröder, Kunsthistoriker und Museumsleiter (2010)
- Franz Martin Wimmer, Kulturphilosoph (2010)
- Gottfried Mascha, Beamter und Ministerialrat (2010)
- Leo Pallwein-Prettner, Ehrenpräsident des Oberösterreichischen Roten Kreuzes (2011)
- Arthur Mettinger, Sprachwissenschaftler und Rektor der FH Campus Wien (2012)
- Siegfried Meryn, Internist (2012)[5]
- Heinz Steinkellner, ehemaliger Bezirkshauptmann des Bezirks Perg und Vizepräsident des Roten Kreuzes Oberösterreich (2012)
- Herbert Wimmer, Bezirkshauptmann-Stellvertreter des Bezirkes Perg (2012)
- Heinz Hufler, Brigadier Militärkommandant von Salzburg (2013)
- Erich Mittenecker, Psychologe und Hochschullehrer (2013)[6]
- Thomas Treu, Militärarzt (2013)
- Peter Gstettner, Mauthausen Komitee Kärnten (2013)
- Walter Klepetko, Professor für Chirurgie (2013)
- Christa Lohrmann, Professorin für Pflegewissenschaft (2013)[7]
- Hanna Mayer, Professorin für Pflegewissenschaft (2013)[8]
- Jürgen Osterbrink, Professor für Pflegewissenschaft[9]
- Rosa Tiefenbacher, Gründungspräsidentin des Soroptimist-Clubs Allegria (2014)
- Wolfgang Ambros, Liedermacher und Rock-/Popsänger (2015)[10]
- Alfred Vendl, Professor für Technische Chemie an der Universität für angewandte Kunst Wien (2015)[11]
- Rudolf Gamper, Moderator (2015)
- Karl Hodina, Musiker und Maler (2015)[12]
- Dagmar Koller, Sängerin, Tänzerin und Schauspielerin (2015)
- Hans Hammerschmid, Komponist (2016)
- Marcel Hirscher, Skirennläufer (2016)
- Anna Veith, Skirennläuferin (2016)[13]
- Ferdinand Zuser, Polizeibrigadier (2016)
- Gerd Baron, Mathematiker (2017)[14]
- Markus Hengstschläger, Genetiker (2017)[15]
- Hans Roth, Aufsichtsratsvorsitzender der Saubermacher Dienstleistungs AG (2017)[16]
- Sven Biscop, Professor, Universität Gent, und Direktor, Egmont – Königliches Institut für Internationale Beziehungen, Brüssel, Belgien (2017)
- Georg Kodek, Universitätsprofessor und Hofrat des Obersten Gerichtshofs (2018)[17]
- Karl Spiehs, Filmproduzent (2018)[18]
- Tilmann Reuther, Universitätsprofessor der Alpen-Adria Universität (2018)[19]
- Julian Hadschieff, Sportler und Unternehmer (2018)[20]
- Hermann Kaponig, Kommandant des IKT & Cybersicherheitszentrums (IKT&CySihZ) des Bundesheeres, Bundesministerium für Landesverteidigung (2019)[21]
- Wilhelm König, Landesschulinspektor bei der Bildungsdirektion für NÖ (2019)
- Christian Kvasnicka, Maler (2019)[22]
- Dagmar Schratter, Zoologin, Direktorin des Tiergartens Schönbrunn (2019)[23]
- Thomas Schäfer-Elmayer, Tanzpädagoge (2019)[21]
- Lambert Scharwitzl, Leiter Militärisches  Cyber-Zentrum, Bundesministerium für Landesverteidigung (2019)
- Arnulf Rainer, Maler (2019)[24]
- Klemens Hallmann, Unternehmer und Filmproduzent (2022)[25]
- Renate Kanovsky-Wintermann, Politikerin und Landesschulinspektorin (2022)[26]
- Rudolf Feichtinger, Polizeihofrat, Leiter der SVA LPD Salzburg (2022)
- Bernhard Ebner, Politiker (2023)[27]
- Benedikt Friemert, deutscher Generalarzt (2023)
- Rudolf Kolbe, Präsident der Bundeskammer der Ziviltechniker (2023)[28]
- Christian Rainer, Journalist, Chefredakteur und Herausgeber des Nachrichtenmagazins profil (2024)[29][30]
- Martin Graf, Vorstandsdirektor der Energie Steiermark AG (2024)[31]
- Robert Gottwald, Bundesministerium für Inneres (2024)
- Christian Leibnitz, Kanonikus und Grazer Stadtpfarrpropst (2024)[32]
- Heinrich Schnuderl, Päpstlicher Ehrenprälat (2024)[33]
- Werner Heriszt, österreichischer Militärgeograf und -kartograf, Institut für Militärisches Geowesen (IMG), Bundesministerium für Landesverteidigung (2025)

ohne Jahresangabe
- Rudolf Billetta, ÖBB-Bediensteter
- Hans Jörg Böhmig, Chirurg
- Oskar Dvorak, ÖBB-Bediensteter
- Roland Ertl, Soldat
- Karl Halbmayr, ÖBB-Bediensteter
- Friedrich Hoffmann, ÖBB-Bediensteter
- Kurt Keminger, Chirurg
- Friedrich Kramer, ÖBB-Bediensteter
- Herbert Metzner, ÖBB-Bediensteter
- Gerald Petermann, ÖBB-Bediensteter
- Johann Ponatsch, ÖBB-Bediensteter
- Wolfgang Pycha, ÖBB-Bediensteter
- Georg Schneider, ÖBB-Bediensteter
- Karl Schranz, ehemaliger Schirennläufer
- Erwin Semmelrath, ÖBB-Bediensteter
- Heinrich Sittler, ÖBB-Bediensteter
- Rudolf Walch, ÖBB-Bediensteter
- Rudolf Waitzer, ÖBB-Bediensteter
- Herbert Vogl, ÖBB-Bediensteter
- Oskar Welzl, Jurist
- Erich Wörister, Präsident der Gesellschaft für Landesverteidigung und Sicherheitspolitik in Tirol
- Johann Widlack, Direktor der HTBLVA St. Pölten
- Silvia Krautgartner (AbtLtr BMLV)